# Спрінгдейл (Монтана)
Спрінгдейл (англ. Springdale) — переписна місцевість (CDP) в США, в окрузі Парк штату Монтана. Населення — 40 осіб (2020).

## Географія
Спрінгдейл розташований за координатами 45°44′17″ пн. ш. 110°13′25″ зх. д. / 45.73806° пн. ш. 110.22361° зх. д. (45.738037, -110.223595).  За даними Бюро перепису населення США в 2010 році переписна місцевість мала площу 0,33 км², уся площа — суходіл.

## Демографія
Згідно з переписом 2010 року, у переписній місцевості мешкали 42 особи в 16 домогосподарствах у складі 11 родини. Густота населення становила 128 осіб/км².  Було 21 помешкання (64/км²).
Расовий склад населення:
| - 100,0 % — білих |

До двох чи більше рас належало 0,0 %. Частка іспаномовних становила 0,0 % від усіх жителів.
За віковим діапазоном населення розподілялося таким чином: 26,2 % — особи молодші 18 років, 61,9 % — особи у віці 18—64 років, 11,9 % — особи у віці 65 років та старші. Медіана віку мешканця становила 34,0 року. На 100 осіб жіночої статі у переписній місцевості припадало 162,5 чоловіків;  на 100 жінок у віці від 18 років та старших — 121,4 чоловіків також старших 18 років.
За межею бідності перебувало 67,4 % осіб, у тому числі 100,0 % дітей у віці до 18 років та 0,0 % осіб у віці 65 років та старших.
Цивільне працевлаштоване населення становило 17 осіб. Основні галузі зайнятості: роздрібна торгівля — 47,1 %, будівництво — 23,5 %, сільське господарство, лісництво, риболовля — 17,6 %, мистецтво, розваги та відпочинок — 11,8 %.